# Green Propellant Infusion Mission
La Green Propellant Infusion Mission (GPIM) és una demostració de tecnologia de la NASA amb l'objectiu de provar un propel·lent químic menys tòxic i amb un major impuls específic que es podria fer servir a la propera generació de naus espacials. Actualment els combustibles estàndard pels sistemes de maniobra orbitals solen estar basats en la hidrazina, un propel·lent que pot proporcionar un gran empenyiment i eficiència però que és altament tòxic. Aquesta missió, per contra, provarà de fer servir un combustible menys tòxic, el monopropel·lent de nitrat d'hidroxilamoni, que potencialment pot allargar la durada de les missions, millorar-ne la maniobrabilitat, incrementar la càrrega útil i facilitar els llançaments.
El GPIM està dirigit pel Centre de Vol Espacial Marshall a Huntsville (Alabama) i és part del programa de missions de demostració de tecnologia. La Green Propellant Infusion Mission es preveu que sigui llançada a bord d'un Falcon Heavy de SpaceX en la missió de prova Space Test Program 2 (STP-2). El cost del projecte es va estimar l'any 2013 en 45 milions de dòlars, aproximadament. La Green Propellant Infusion Mission es va desplegar amb èxit el 25 de juny del 2019 a les 3.57 EDT.

## Desenvolupament
Actualment, la majoria de sistemes de maniobra orbitals dels vehicles espacials usen combustibles basats en la hidrazina. Aquesta compost químic és altament tòxic i pot afectar el medi ambient i els operaris que preparen els llançaments de les naus. Per solucionar-ho, a la dècada del 2000, es va iniciar el desenvolupament d'un propel·lent orbital no tòxic a l'Air Force Research Laboratory a la Base de la Força Aèria Edwards, Califòrnia. Amb el suport de la U.S. Air Force Academy, aquest laboratori va encapçalar les investigacions de nous propel·lents, centrant-se en líquids iònics d'alta densitat energètica.
Aquestes investigacions van continuar endavant madurant la idea fins a ser una opció viable, rebent una inversió total d'uns 30 milions de dòlars. L'any 2012 es va iniciar el programa GPIM, patrocinat per la NASA, per provar la funcionalitat del nou combustible a l'espai.
El propel·lent desenvolupat fou el monopropel·lent de nitrat d'hidroxilamoni (NH₃OHNO₃), també conegut com a AF-M315E. Informes preliminars indiquen que podria oferir un rendiment 50% millor que els propel·lents actuals.